# Stephan Seitz
Stephan Seitz (* 12. Januar 2002 in München) ist ein deutscher Handballspieler, der beim ThSV Eisenach in der Bundesliga spielt.

## Karriere
Seitz ist Linkshänder und sowohl auf der Rechtsaußen-Position als auch im rechten Rückraum einsetzbar. In der A-Jugend spielte Seitz beim TSV Allach und wechselte anschließend zum TuS Fürstenfeldbruck. In der Saison 2021/22 hatte Seitz ein Zweitspielrecht beim Bundesligisten HC Erlangen und Fürstenfeldbruck. 2022 wechselte Seitz zum HC Erlangen und gehörte daraufhin fest zum Bundesligakader. Ab Januar 2025 stand er beim SC DHfK Leipzig unter Vertrag. Seit der Saison 2025/26 läuft er für den ThSV Eisenach auf.

## Nationalmannschaft
Seitz spielte für verschiedene deutsche Juniorennationalmannschaften. 2021 gewann er mit der deutschen U19-Nationalmannschaft die U-19-Europameisterschaft.
2023 wurde Seitz Weltmeister bei der U-21-Weltmeisterschaft im eigenen Land. Bei diesem Turnier wurde Seitz auf der Rechtsaußen-Position eingesetzt und erzielte im Turnierverlauf 15 Treffer.